# Hestrie Cloete
Hestrie Cloete (født Hestrie Storbeck 26. august 1978 i Germiston, nu Hestrie Els) er en sydafrikansk tidligere højdespringer, der har vundet to verdensmesterskaber og to OL-medaljer i højdespring.

## Karriere
Cloetes talent blev opdateret, da hun var 13 år, og efter at have begyndt som syvkæmper specialiserede hun sig snart i højdespring. Efter netop at være fyldt 18 år debuterede hun ved VM i 1997, hvor hun med en tangering af sin personlige rekord på 1,94 m kvalificerede sig til finalen og her endte på en tiendeplads. Året efter vandt hun guld ved Commonwealth Games og de afrikanske mesterskaber, og i 1999 kom hun første gang over 2,00 m og nåede over 2,04 m i Monaco. Derfor var hendes spring på 1,89 ved VM dette år en fiasko, som heller ikke kvalificerede til finalen.
Ved OL 2000 i Sydney gik det meget bedre, idet ikke havde problemer med at komme over kvalifikationshøjden til finalen på 1,94 m. I finalen var hun en af blot fire deltagere, der nåede over 1,99 m, og efterfølgende kom hun over 2,01 m i andet forsøg, ligesom russeren Jelena Jelesina, mens rumænske Oana Mușunoi-Pantelimon og svenske Kajsa Bergqvist ikke kunne være med længere. Både Cloete og Jelesina rev begge ned i alle tre forsøg på 2,03 m, og da Cloete havde haft en enkelt nedrivning på 1,96 m, hvor Jelesina var kommet over i første forsøg, gik guldet til russeren, mens Cloete fik sølv og Mușunoi-Pantelimon og Bergqvist delte bronzen.
I 2001 vandt hun sit første VM i Edmonton med et spring på 2,00 m, og året efter vandt hun igen Commonwealth Games og det afrikanske mesterskab, ligesom hun vandt World Cup i Madrid med 2,02 m, sæsonens bedste spring. I 2003 genvandt hun VM-guldet i Paris, hvor hun ikke rev ned på sine otte første højder og endte med 2,06, mens både både russeren Marina Kuptsova og svenske Kajsa Bergqvist på anden og tredjepladsen nåede 6 cm lavere.
Hendes sidste store konkurrence kom ved OL 2004 i Athen, hvor var favorit efter sit suveræne VM året forinden. Hun havde da heller ikke nogen problemer med at komme over 1,95 m, der var kvalifikationskravet til finalen. Her sprang hun også perfekt op til 2,02 m, hvorpå hun rev ned to gange på 2,04 og en gang på 2,06, hvilket rakte til en andenplads efter den russiske vinder, Jelena Slesarenko, der kom over 2,06 m, mens bronzen gik til ukraineren Vita Stopina, der også sprang 2,02 m, men havde haft nedrivninger på lavere højder.
Kort efter OL indstillede hun sin karriere, hvor hendes bedste resultat var de 2,06 m, som hun sprang ved VM i 2003.

## Privatliv
Cloete var kendt for i sin karriere at være ryger og røg omkring tyve cigaretter om dagen.
Hun var gift med Andries Cloete, men parret blev skilt i 2005. Hun blev sangeren Jurie Els samme år, og parret har sammen to børn. I 2008 flyttede familien til New Zealand, hvor Hestrie Cloete (nu Els) har skabt sig en civil karriere.